# 鸽形目
鸽形目（學名：Columbiformes）在动物分类学上是鸟纲中的一个目，现在仅包含一科——鸠鸽科。今天分布广阔、种类众多的鸽子與已经灭绝的愚鸠（渡渡鳥）都属于鸠鸽科。
沙鸡科（Pteroclidae）过去被归类于此，但现在发现沙鸡科与曾归类为鹤形目的拟鹑科（Mesitornithidae）关系更近，所以一些分类学者将两者独立为沙鸡目（Pteroclidiformes）与拟鹑目（Mesitornithiformes），成为鸽形目的姐妹群。这三者又共同组成单系群鸽形总目。